# Elga newtonsantosi
Elga newtonsantosi là loài chuồn chuồn trong họ Libellulidae. Loài này được Machado miêu tả khoa học đầu tiên năm 1992.